# Пляжный футбол на Европейских играх 2019
Турнир по пляжному футболу на Европейских играх 2019 прошёл с 25 по 29 июня в Спортивно-оздоровительном комплексе «Олимпийский». В турнире приняли участие восемь мужских сборных Европы, каждая из которых состояла из 12 игроков. Этот турнир был единственным чисто мужским турниром на Европейских играх 2019 года.

## Квалификация
Сборная Белоруссии автоматически прошла в финальную часть турнира на правах страны-хозяйки. Остальные семь команд определились по итогам Евролиги 2018 года: на игры попали по три лучшие команды из каждой группы суперфинала плюс победитель дивизиона B.
Сборная Казахстана по пляжному футболу не могла играть на Европейских играх, так как НОКРК не входил в ЕОК, а Сборная Германии по пляжному футболу не могла попасть на турнир из-за того, что попала в Промофинал на правах последней команды Дивизиона А.
Командой, которая представляла Дивизион В, стала сборная Румынии.
| Квалификационный турнир                        | Дата            | Место проведения | Кол-во мест | Финалисты                                          |
| ---------------------------------------------- | --------------- | ---------------- | ----------- | -------------------------------------------------- |
| Страна-хозяйка                                 | 21 октября 2016 | Минск            | 1           | Беларусь                                           |
| Евролига по пляжному футболу 2018 (Суперфинал) | 9 сентября 2018 | Альгеро          | 6           | Италия Испания Португалия Россия Швейцария Украина |
| Евролига по пляжному футболу 2018 (Промофинал) | 9 сентября 2018 | Альгеро          | 1           | Румыния                                            |
| Итого                                          |                 |                  | 8           |                                                    |

### Жеребьевка
Жеребьевка прошла 4 апреля 2019 в конференц-зале «Барселона» гостиницы «Виктория Олимп».
| Корзина 1       | Корзина 2          | Корзина 3        | Корзина 4       |
| --------------- | ------------------ | ---------------- | --------------- |
| Беларусь Италия | Испания Португалия | Россия Швейцария | Украина Румыния |

## Групповая стадия
| Обозначения                                               |
| --------------------------------------------------------- |
| Команды, которые вышли в полуфинал                        |
| Команды, которые принимают участие в матчах классификации |

Время начала всех матчей указано по местному времени (UTC+3).

### Группа A
| Команда    | И | В | ВО | ВП | П | ГЗ | ГП | +/- | О |
| ---------- | - | - | -- | -- | - | -- | -- | --- | - |
| Португалия | 3 | 2 | 0  | 0  | 1 | 16 | 8  | +8  | 6 |
| Швейцария  | 3 | 1 | 1  | 0  | 1 | 18 | 6  | +12 | 5 |
| Беларусь   | 3 | 1 | 0  | 1  | 1 | 14 | 13 | +1  | 4 |
| Румыния    | 3 | 0 | 0  | 0  | 3 | 3  | 24 | −21 | 0 |

| Португалия             | 1 : 3 (доп. вр.) | Швейцария                                            |
| ---------------------- | ---------------- | ---------------------------------------------------- |
| Филипп Борер 2′ (авт.) |                  | 32′ Гленн Ходель · 39′ Валентин Ягги · 39′ Ноэль Отт |

| Румыния                  | 1 : 6 | Беларусь                                                                                   |
| ------------------------ | ----- | ------------------------------------------------------------------------------------------ |
| Юлиан Аугустин Равою 18′ |       | 13′ Игорь Бриштель · 18′, 36′ Денис Самсонов · 24′ Олег Гапон · 31′, 34′ Валерий Макаревич |

| Португалия | 8 : 2 | Румыния                                   |
| --- | ----- | ----------------------------------------- |
| Андре Фонсека Лоуренсо 2′ · Руи Филипе Коимбра 6′ · Бернардо Баррал Мартинс 7′ · Вон 8′, 18′ · Джордан 23′ · Бельшиор 33′, 35′ |       | 4′ Йонуц Флоря · 35′ Юлиан Аугустин Равою |

| Беларусь | 5 : 5 (доп. вр.) | Швейцария |
| -------- | ---------------- | --------- |
|          |                  |           |
| Пенальти |                  |           |
|          | 3 : 2            |           |

| Швейцария | 10 : 0 | Румыния |
| --------- | ------ | ------- |
|           |        |         |

| Беларусь | 3 : 7 | Португалия |
| -------- | ----- | ---------- |
|          |       |            |

### Группа B
| Команда | И | В | ВО | ВП | П | ГЗ | ГП | +/- | О |
| ------- | - | - | -- | -- | - | -- | -- | --- | - |
| Испания | 3 | 1 | 1  | 0  | 1 | 15 | 15 | ±0  | 5 |
| Украина | 3 | 1 | 0  | 1  | 1 | 17 | 17 | ±0  | 4 |
| Италия  | 3 | 1 | 0  | 0  | 2 | 13 | 12 | +1  | 3 |
| Россия  | 3 | 1 | 0  | 0  | 2 | 11 | 10 | +1  | 3 |

| Испания                                                                                 | 5 : 4 (доп. вр.) | Россия                                          |
| --------------------------------------------------------------------------------------- | ---------------- | ----------------------------------------------- |
| Эдуард Молина Суарес 13′, 22′, 39′ · Льоренц Леон Гомес 29′ · Франсиско Хосе Чинтас 30′ |                  | 14′, 25′, 30′ Дмитрий Шишин · 32′ Федор Земсков |

| Украина                                                            | 4 : 4 (доп. вр.) | Италия                                                                                                   |
| ------------------------------------------------------------------ | ---------------- | --- |
| Роман Пачев 18′, 33′ · Андрей Неруш 23′ · Дмитрий Медвидь 29′      |                  | 11′ (пен.) Франческо Корозинити · 18′ Джозеф Джуниор Джентилин · 21′ Габриэле Гори · 30′ Эммануэле Зурло |
| Пенальти                                                           |                  | |
| Роман Пачев · Игорь Борсук · Александр Корнийчук · Дмитрий Медвидь | 4 : 3            | Альфолуке Кьяваро · Габриэле Гори · Эммануэле Зурло · Симоне Маринай                                     |

| Италия                                                                               | 4 : 2 | Россия                                                 |
| ------------------------------------------------------------------------------------ | ----- | ------------------------------------------------------ |
| Франческо Корозинити 7′ · Габриэле Гори 20′ · Андреа Карпита 29′ · Габриэле Гори 34′ |       | 14′ (авт.) Симоне Дель Местре · 16′ Юрий Крашенинников |

| Испания | 4 : 6 | Украина                |
| ------- | ----- | ---------------------- |
|         |       | 2′ Александр Корнийчук |

| Россия | 5 : 1 | Украина |
| ------ | ----- | ------- |
|        |       |         |

| Италия | 5 : 6 | Испания |
| ------ | ----- | ------- |
|        |       |         |

## Классификационные матчи

### Таблица
|  | Полуфиналы 5-8 | Полуфиналы 5-8 |                   |    | Матч за 5-е место | Матч за 5-е место |
|  |                |                |                   |    |                   |                   |
|  | 28 июня        |                |                   |    |                   |                   |
|  |                |                |                   |    |                   |                   |
|  | Беларусь       | 5 (2)          |                   |    |                   |                   |
|  | Беларусь       | 5 (2)          | 29 июня           |    |                   |                   |
|  | Россия         | 5 (3)          |                   |    |                   |                   |
|  | Россия         | 5 (3)          | Россия            | 3  |                   |                   |
|  | 28 июня        |                | Россия            | 3  |                   |                   |
|  |                | Италия         | 4                 |    |                   |                   |
|  | Италия         | Италия         | 4                 | 10 |                   |                   |
|  | Италия         |                |                   | 10 |                   |                   |
|  | Румыния        | 3              |                   |    |                   |                   |
|  | Румыния        | 3              | Матч за 7-е место |    |                   |                   |
|  |                |                |                   |    |                   |                   |
|  | 29 июня        |                |                   |    |                   |                   |
|  |                |                |                   |    |                   |                   |
|  | Румыния        | 2              |                   |    |                   |                   |
|  | Румыния        | 2              |                   |    |                   |                   |
|  | Беларусь       | 5              |                   |    |                   |                   |

| Румыния | 3 : 10  | Италия |
| ------- | ------- | ------ |
|         | (отчёт) |        |

| Беларусь | 5 : 5 (доп. вр.) | Россия |
| -------- | ---------------- | ------ |
|          | (отчёт)          |        |
| Пенальти |                  |        |
|          | 2 : 3            |        |

### Матч за 7-е место
| Румыния | 2 : 5   | Беларусь |
| ------- | ------- | -------- |
|         | (отчёт) |          |

### Матч за 5-е место
| Россия | 3 : 4   | Италия |
| ------ | ------- | ------ |
|        | (отчёт) |        |

## Чемпионский плей-офф

### Таблица
|  | Полуфиналы | Полуфиналы |                          |        | Матч за золотые медали | Матч за золотые медали |
|  |            |            |                          |        |                        |                        |
|  | 28 июня    |            |                          |        |                        |                        |
|  |            |            |                          |        |                        |                        |
|  | Португалия | 3          |                          |        |                        |                        |
|  | Португалия | 3          | 29 июня                  |        |                        |                        |
|  | Украина    | 2          |                          |        |                        |                        |
|  | Украина    | 2          | Португалия               | 8      |                        |                        |
|  | 28 июня    |            | Португалия               | 8      |                        |                        |
|  |            | Испания    | 3                        |        |                        |                        |
|  | Испания    | Испания    | 3                        | 5 (ОТ) |                        |                        |
|  | Испания    |            |                          | 5 (ОТ) |                        |                        |
|  | Швейцария  | 3          |                          |        |                        |                        |
|  | Швейцария  | 3          | Матч за бронзовые медали |        |                        |                        |
|  |            |            |                          |        |                        |                        |
|  | 29 июня    |            |                          |        |                        |                        |
|  |            |            |                          |        |                        |                        |
|  | Швейцария  | 5          |                          |        |                        |                        |
|  | Швейцария  | 5          |                          |        |                        |                        |
|  | Украина    | 4          |                          |        |                        |                        |

| Испания | 5 : 3   | Швейцария |
| ------- | ------- | --------- |
|         | (отчёт) |           |

| Португалия | 3 : 2 (доп. вр.) | Украина |
| ---------- | ---------------- | ------- |
|            | (отчёт)          |         |

### Матч за бронзовые медали
| Швейцария | 5 : 4   | Украина |
| --------- | ------- | ------- |
|           | (отчёт) |         |

### Матч за золотые медали
| Португалия                                                                             | 8 : 3   | Испания                                          |
| -------------------------------------------------------------------------------------- | ------- | ------------------------------------------------ |
| Б. Мартинш 15′, 32′ · Л. Мартинш 17′, 22′, 26′ · Андраде 24′ · Маджер 25′ · Сантуш 30′ | (отчёт) | 2′ Гомес · 7′ Торрес Медина · 33′ Майор Эрнандес |

## Результаты
| Золото     | Серебро | Бронза    |
| Португалия | Испания | Швейцария |

## Итоговое положение команд
| Место | Команда    |
| ----- | ---------- |
| 1     | Португалия |
| 2     | Испания    |
| 3     | Швейцария  |
| 4     | Украина    |
| 5     | Италия     |
| 6     | Россия     |
| 7     | Беларусь   |
| 8     | Румыния    |